# Emma Sparre
Emma Sparre   (Stora Kopparberg parish, 29 de juny de 1851 - Rättvik, 8 de setembre de 1913), nascuda Emma Josepha Munktell, fou una pintora sueca.

## Biografia
Era filla de Henrik Munktell (1804-1861) i Christina Augusta Eggertz (1818-1889), i germana de la compositora Helena Munktell (1852-1919). Del 1870 al 1891 va estar casada amb Carl Axel Ambjörn Sparre (1839-1910), un company artista amb qui va tenir una filla, Märta Améen (1871-1940), que també va ser pintora.
Va assistir a la Reial Acadèmia d'Art d'Estocolm (Kungliga Akademien för de fria konsterna) i es va formar en privat per August Malmström. Posteriorment va estudiar a Düsseldorf i Roma, i també es va formar París amb els pintors Pascal Dagnan-Bouveret i Gustave Courtois a l'Académie Colarossi.
Sparre va exposar la seva obra al Palau de Belles Arts de l'Exposició Universal de 1893 a Chicago (Illinois, EUA). També va exposar a l'Exposició Universal de 1889 a París, on va rebre una menció honorífica, i finalment va tornar a Suècia durant la dècada de 1890. La seva obra està a la col·lecció del Nationalmuseum a Estocolm.